# Gare de Gournay - Ferrières
Ne doit pas être confondu avec Gare de Ferrières - Fontenay ou Gare de Ferrière-la-Grande.
La gare de Gournay - Ferrières est une gare ferroviaire française, située sur le territoire de la commune de Ferrières-en-Bray, à proximité de la commune de Gournay-en-Bray, dans le département de la Seine-Maritime, en région Normandie.
C'est une gare de la Société nationale des chemins de fer français (SNCF), fermée depuis juillet 2024.

## Situation ferroviaire
Ancienne gare de bifurcation, elle est située au point kilométrique (PK) 93,519 de la ligne de Saint-Denis à Dieppe, entre les gares fermées de Neufmarché et de Gancourt-Saint-Étienne. Elle se trouvait également au PK 29,013 de l'ancienne ligne de Goincourt à Gournay - Ferrières. Son altitude est de 97 m.

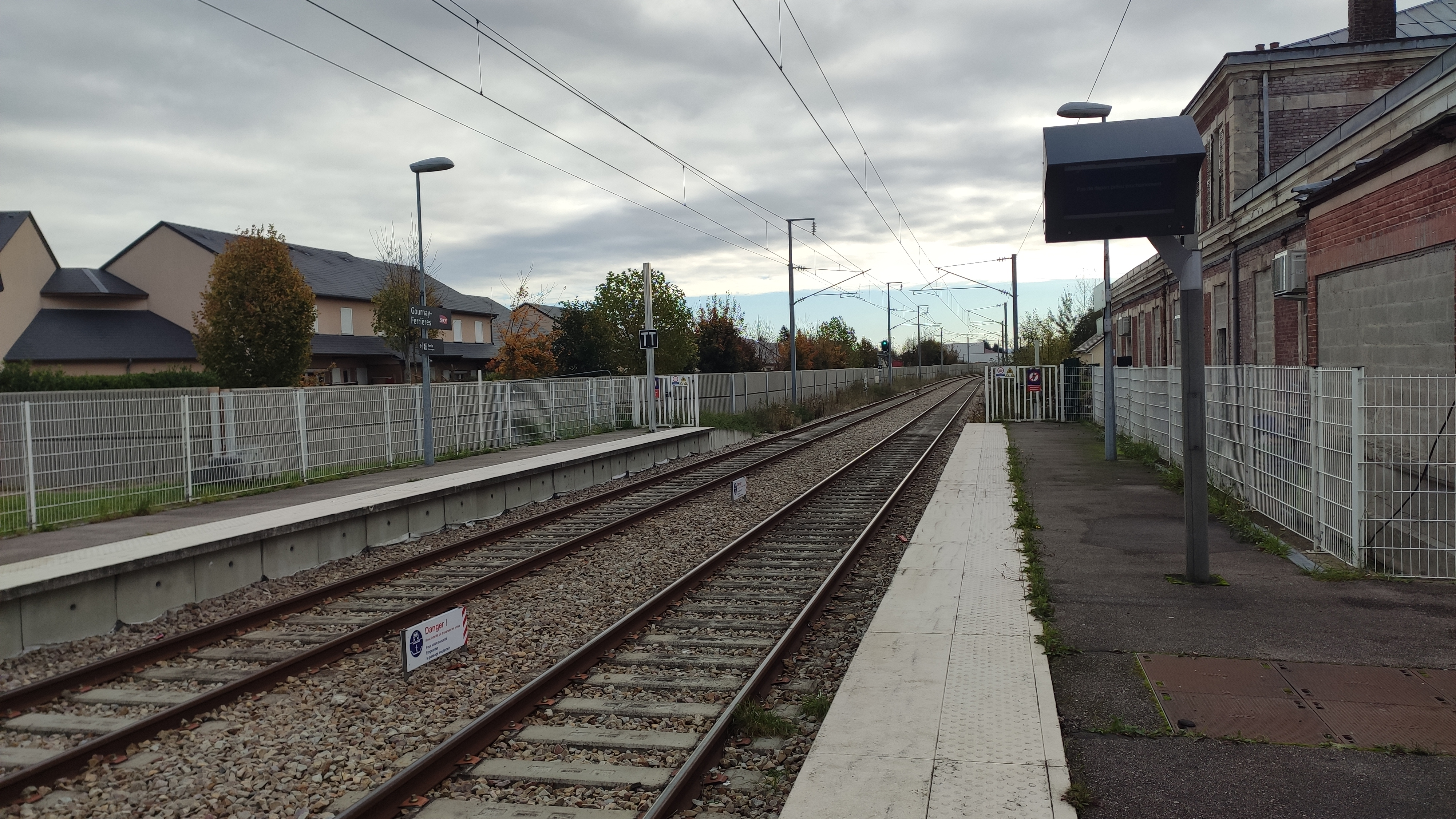
Vue des voies en direction de Gisors, depuis le quai de la voie 1.

## Histoire
La gare, qui ne disposait déjà plus de personnel, était, au début des années 2000, un point d'arrêt non géré (PANG) dont le bâtiment était désaffecté. Elle était alors desservie par les trains ou des autocars TER Haute-Normandie (ligne de Gisors-Embranchement à Serqueux) et par les autocars TER Haute-Normandie (ligne de Gisors-Embranchement à Dieppe).

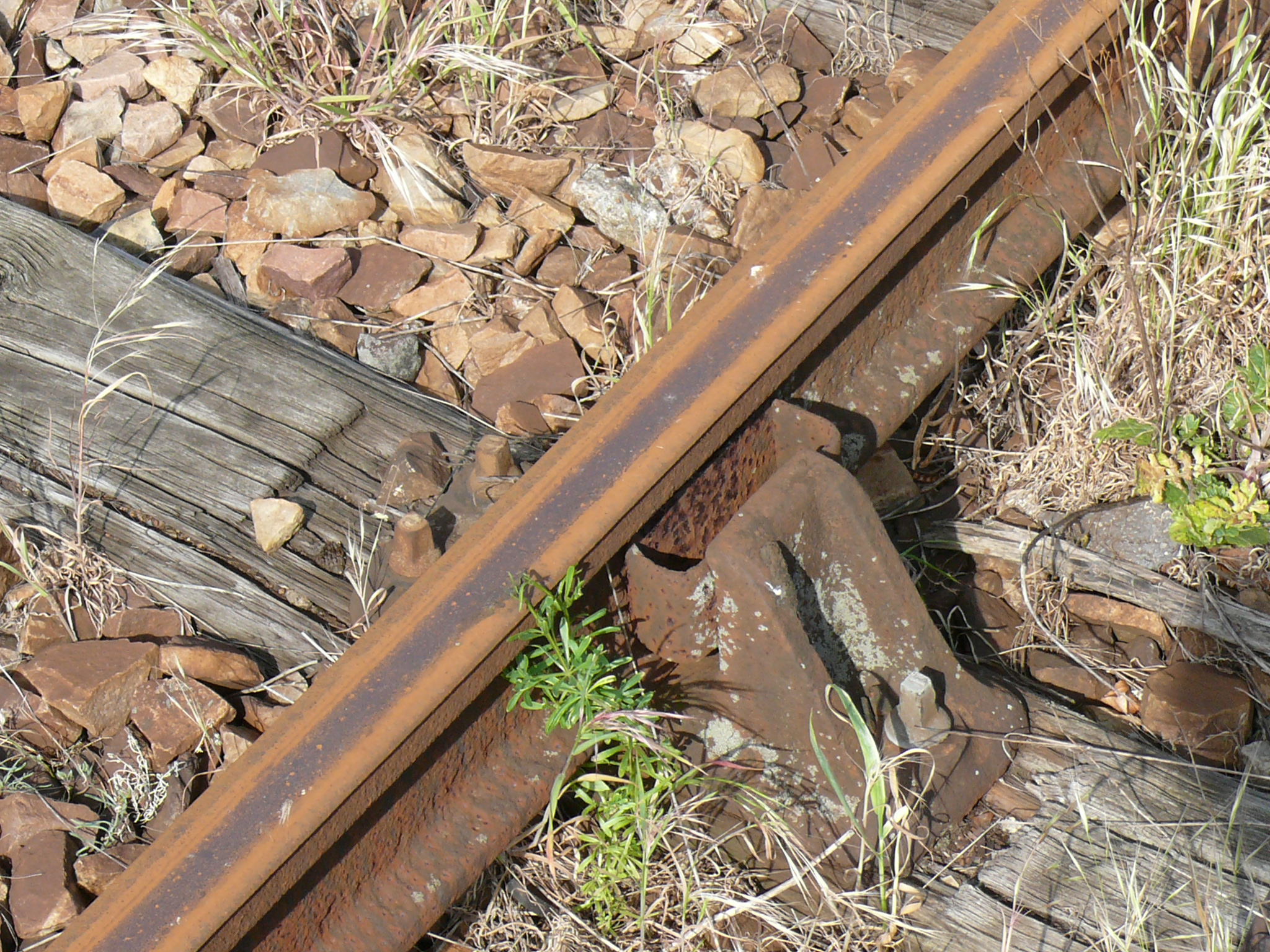
Rail vétuste, type double champignon, datant sans doute du début du XX, sur l'une des deux voies principales de la gare en 2008.

La voie ferrée, en très mauvais état, a été fermée au trafic commercial le 19 janvier 2009 entre Gisors-Embranchement et Serqueux, les trains ne pouvant plus circuler à une vitesse supérieure à 40 km/h.
À la suite de plusieurs débats entre les instances de Haute-Normandie et la SNCF, la démolition de la gare est envisagée ou son rachat par la commune de Ferrières-en-Bray pour en faire soit un musée concernant les chemins de fer, soit un ou plusieurs magasins.
Toutefois, le gouvernement a inscrit dans son plan de relance de l'économie de février 2009 trois millions d'euros au titre du financement des travaux de modernisation du tronçon ferroviaire de Gisors à Serqueux, pour un projet évalué à 60 millions d'euros. Outre l'amélioration du service voyageurs, la réalisation des travaux représente un enjeu fort pour la desserte ferroviaire du port du Havre, en offrant un tracé alternatif vers Paris qui ne passerait ni par Rouen, ni par Mantes (en empruntant le barreau Motteville – Montérolier - Buchy récemment remis en service). L'arrivée en région parisienne se ferait alors par Pontoise, Conflans et Argenteuil et permettrait l'accès, par la ligne de Grande Ceinture, aux plates-formes logistiques du Bourget (au Nord) et de Villeneuve-Valenton (au Sud). Toutefois, à l'été 2010, les travaux n'étaient encore lancés,. Début 2011, Inexia remporte le marché de modernisation de la ligne. La régénération de la voie permettra de relever la vitesse à 120 km/h. Le démarrage des travaux, dorénavant estimés à 105 millions d'euros est prévu pour le début d'août 2012.
Le 15 décembre 2013 puis en mars 2021, le trafic TER a repris entre Gisors et Serqueux, mais est à nouveau supprimé en juillet 2024 (la desserte ferroviaire étant remplacée par des autocars, en raison d'une fréquentation insuffisante).
La communauté de communes du canton de Gournay-en-Bray a approuvé en 2014 la démolition du bâtiment voyageurs de la gare, construit en 1870 mais en très mauvais état et dont la démolition était évaluée à 1 367 000 euros HT. À la place, seront réalisés des parkings, afin de renforcer le rôle de pôle multimodal de la gare.

## Galerie de photographies

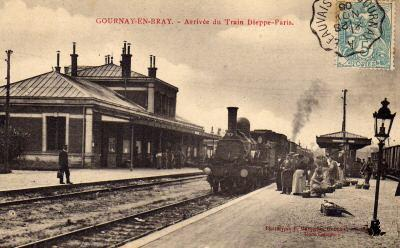
Arrivée d'un train en gare, en 1906.
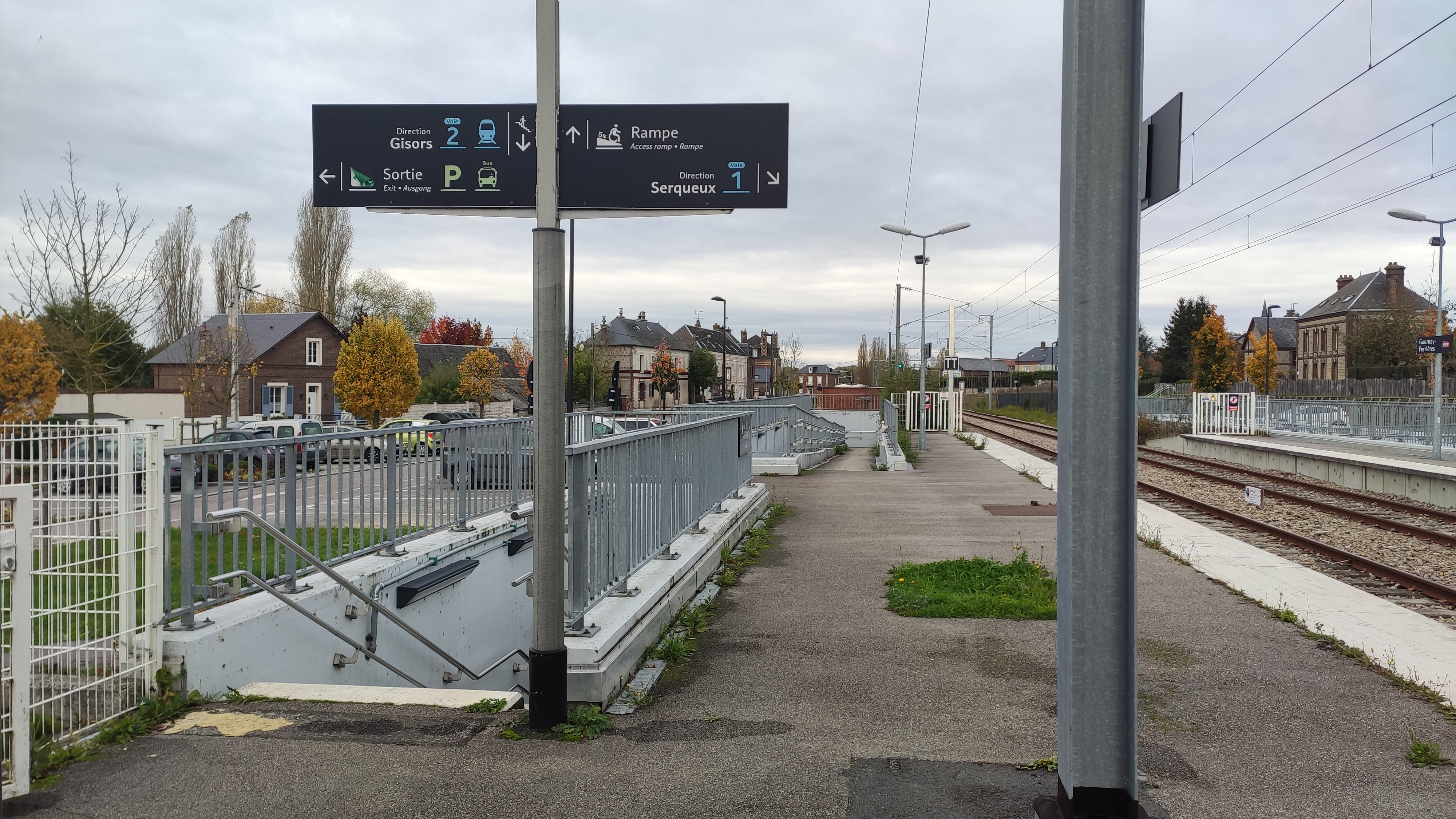
Vue des accès au passage souterrain depuis la voie 1.
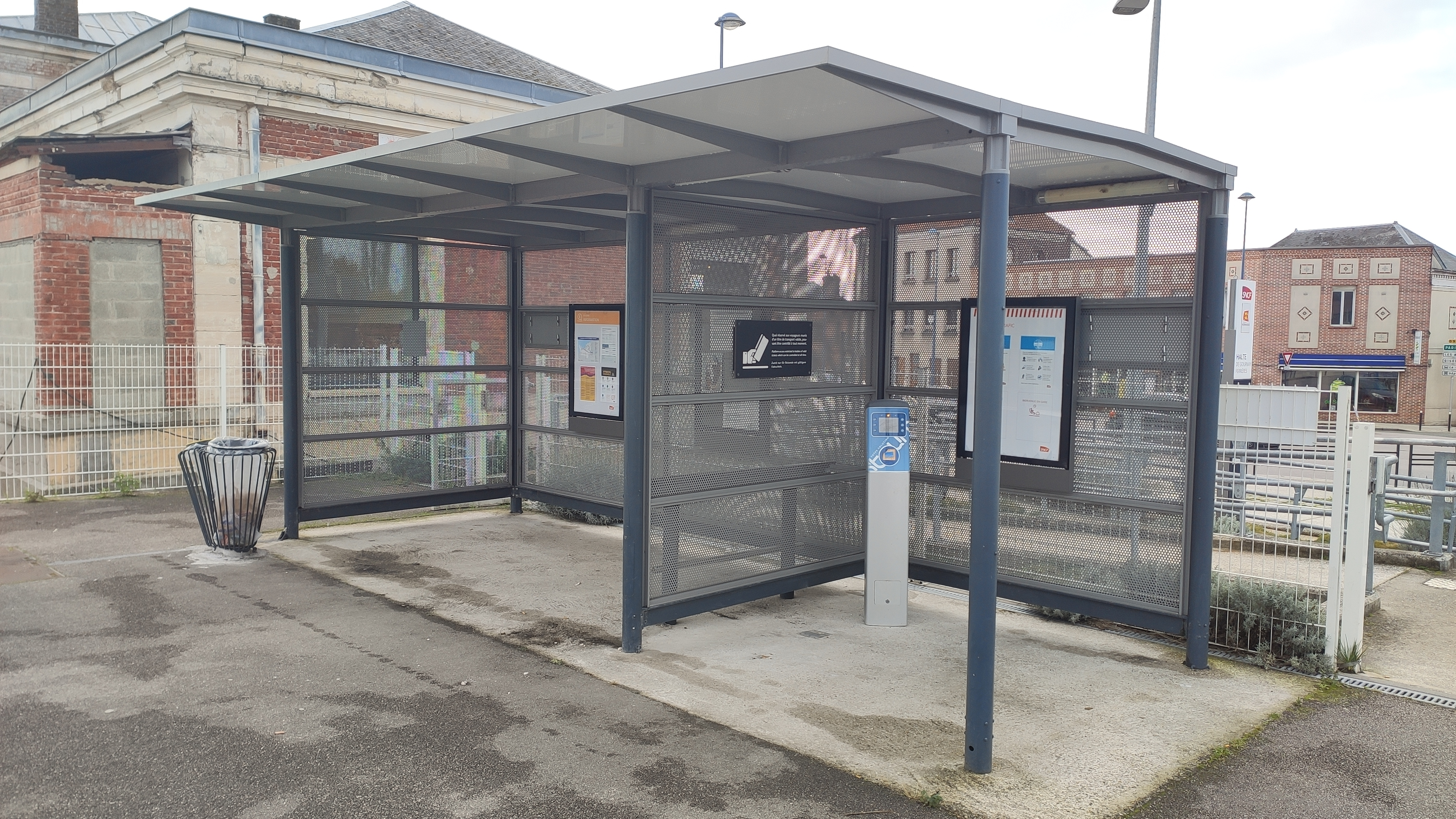
Abri voyageurs du quai de la voie 1.
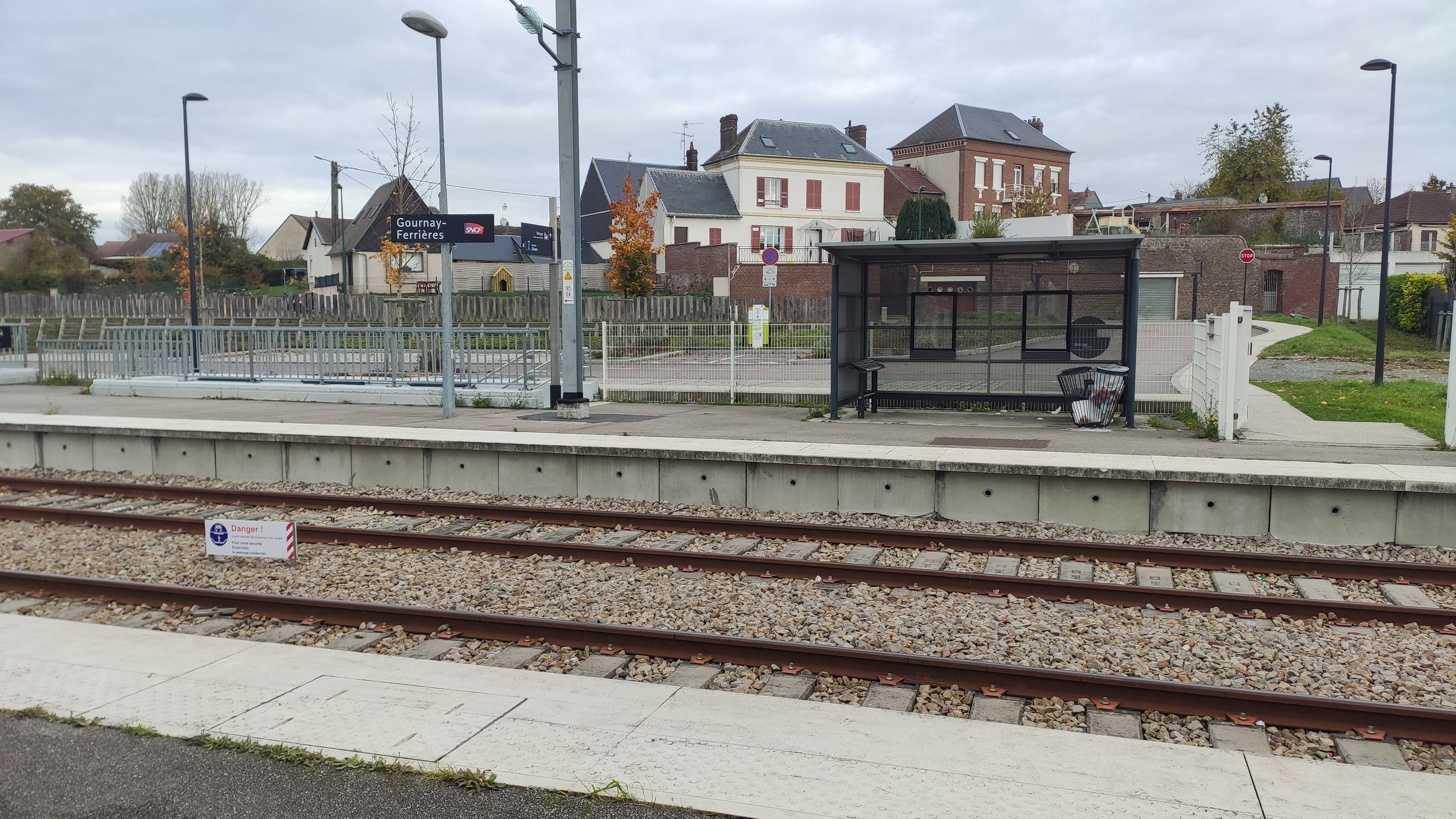
Vue du quai de la voie 2.

## Fréquentation
Selon les estimations de la SNCF, la fréquentation annuelle de la gare s'élève aux nombres indiqués dans le tableau ci-dessous.
| Année               | 2019  | 2018   | 2017   | 2016   | 2015   |
| ------------------- | ----- | ------ | ------ | ------ | ------ |
| Nombre de voyageurs | 7 125 | 10 094 | 13 094 | 10 654 | 13 070 |